# 準貨幣
準貨幣（じゅんかへい）とは、交換手段としては機能しないが、価値保存手段としては貨幣とほとんど異ならない資産で、かつ流動的な（容易に貨幣化できるような）資産を指す。近似貨幣（きんじかへい）とも呼ばれる。
準貨幣として具体的に何が該当するかは事情によって異なるが、一般には、容易に現金化しうる貯蓄性預金、政府短期証券、国債、および保険証券のような非貨幣的金融機関の債務、などが考えられる。
第二次世界大戦後の欧米諸国では、戦時中に発行した国債を大量に抱え、かつ銀行以外の金融機関の発展を満たすために準貨幣といわれる流動資産が多量に存在することとなった。これらの流動資産は貨幣の価値保存手段としての機能を代替するため、一般公衆の貨幣需要を減少せしめ、金融引締政策の有効性を失わせる要因として注目されるに至った。